# Gesta Francorum
Gesta Francorum (с лат. — «Деяния франков»), полное латинское название De Gesta Francorum et aliorum Hierosolimitanorum (с лат. — «Деяния франков и других пилигримов, шедших в Иерусалим») — латинская хроника, написанная неизвестным автором около 1100 года. Автор хроники был непосредственным участником Первого Крестового похода и, вероятно, происходил из норманнов Южной Италии, поскольку находился в рядах войска Боэмунда Тарентского. Gesta Francorum считается одним из наиболее авторитетных источников информации о ходе Первого Крестового похода.

## Содержание
Хроника охватывает период 1095—1099 годов, от провозглашения Первого Крестового похода до сражения при Аскалоне. Текст, вероятно, создавался автором непосредственно во время похода. Аноним пользовался помощью писца, оставлявшего на полях рукописи маргиналии. Благодаря Gesta Francorum имеется возможность посмотреть на события Первого Крестового похода глазами его рядового участника, обычного рыцаря, который не был ни клириком, ни одним из лидеров крестоносцев. Наиболее интересными для историков являются описания тактических операций, подневные записи о продвижении армии и повседневной жизни воинов, сообщения об изменениях в настроении крестоносцев, информация об отношениях европейцев с византийцами.

## Влияние
На основе хроники позднее были созданы несколько других летописей, поскольку анонимный автор представлялся современникам-монахам «грубым». Так, Гвиберт Ножанский написал свои «Деяния Господа руками франков» (1108), пользуясь Gesta Francorum. Впоследствии несколько других церковных историков также создали свои версии хроники.

## Издания
- Деяния франков и прочих иерусалимцев // История крестовых походов в документах и материалах. М. 1975 Отрывок 1. Отрывок 2. Отрывок 3. Отрывок 4. Восточная литература. Дата обращения: 18 февраля 2011.
- «Деяния франков и прочих иерусалимцев». Перевод на русский язык и комментарий / Т. Г. Мякин, Г. Г. Пиков, В. Л. Портных. Новосибирск, НГУ, 2010.
- Оригинальный латинский текст Gesta Francorum